# Маслодайна роза
Маслодайните рози (Gallicanae) са растения от род Роза (Rosa), известни с етеричното си масло, което се ползва в парфюмерията и козметиката. Известни са и като „роза Ото“ (rose otto) – рози с розово масло.

## Класификация
Маслодайната роза се отнася към сем. Розоцветни (Rosaceae), род Rosa L., подрод Cynorodon, секция Gallicanae.
Като маслодайни в света се отглеждат 4 вида:
- Rosa damascena (роза дамасцена)
- Rosa centifolia (столистна роза)
- Rosa gallica (стамболска роза)
- Rosa alba (бяла маслодайна роза)

## Употреба
При преработването на розовия цвят се получават на първо място розово масло и розова вода, а след това други продукти, сред които са розово абсолю и розов конкрет.
От етеричните масла, съдържащи се в цветовете, се произвеждат парфюми.
От цветните листенца се приготвят конфитюри, желета, сладка и ликьори. Продуктите, получени от преработването на цветовете, се влагат в кулинарията като ароматизатори, овкусители, оцветители, например розовият мед.
Освен масло, при преработката на розовия цвят се получава и розова вода, която намира употреба в парфюмерийната и хранителната промишленост.
Насажденията с рози изпълняват и противоерозионни функции в района, в който се отглеждат.

## Произход и история на розопроизводството
Счита се, че отглеждането на рози за получаване на розова вода и по-късно на розово масло е започнало в Индия и Египет. С придвижването на турците и арабите през 9 век то е пренесено в Персия и Тунис. Търговията с розово масло в Европа е започнала през 16 век, а първите данни за розови насаждения по нашите земи са от 17 век – около Одрин, а в пределите на днешна България първите документални сведения са от 1712 г. за землището на с. Войнягово, Карловско. Със сигурност се знае, че в средата на 19 век се е формирала съответно наречената Розова долина, в района между Казанлък, Карлово и Стрелча.
Преди Освобождението в България е имало около 10 хил. декара насаждения и производството на розово масло е достигнало 1000 kg. Най-големи площи са създадени и отглеждани около Първата световна война – около 90 хил. декара, след което площта намалява до 30 хил. декара.
Маслодайни рози се отглеждат в районите на Крим, Краснодар, известни площи в Молдова и Грузия, в Турция, Франция, Мароко, Индия, Афганистан и други страни.

## Насаждения в България

### Казанлъшка роза
От потомството на Rosa damascena е излъчен вида Казанлъшката роза (R. damascena var. trigintipetala). Казанлъшката роза заема почти 100 % от площта на маслодайната роза в България.

### Бяла маслодайна роза
Бялата маслодайна роза в началото на 20 век е заемала около 40 % от площта на маслодайната роза в България.
Морфологична характеристика:
- Листа – по-широки и по-назъбени;
- Цвят – по-едър, с бели венечни листа, също бива пулест или кичест, дава 1,5 – 2 пъти по-висок добив на цвят, но съдържа двойно по-малко етерични масла.

### Стамболска роза
Стамболска роза (Rosa gallica) – в началото е заемала около 10 % от насажденията в България.
Морфологична характеристика:
- Прави, почти неразклонени стъбла, покрити с малки шипове;
- Цветовете са едри, червени, но лесно окапват и съдържат нисък процент етерични масла.

Устойчива е на болести, което се използва най-вече в селекцията на нови клонове.

### Столистна роза
Столистна роза (Rosa centifolia) – в България се отглежда като декоративна по градините и дворовете, а във Франция и Мароко се отглежда като маслодайна. Цветовете ѝ са едри и тежки, но съдържат нисък процент етерични масла с ниско качество.